# 6002 Eetion
A 6002 Eetion (ideiglenes jelöléssel (6002) 1988 RO) egy kisbolygó a Naprendszerben. Poul Jensen fedezte fel 1988. szeptember 8-án.